# William McGregor Paxton

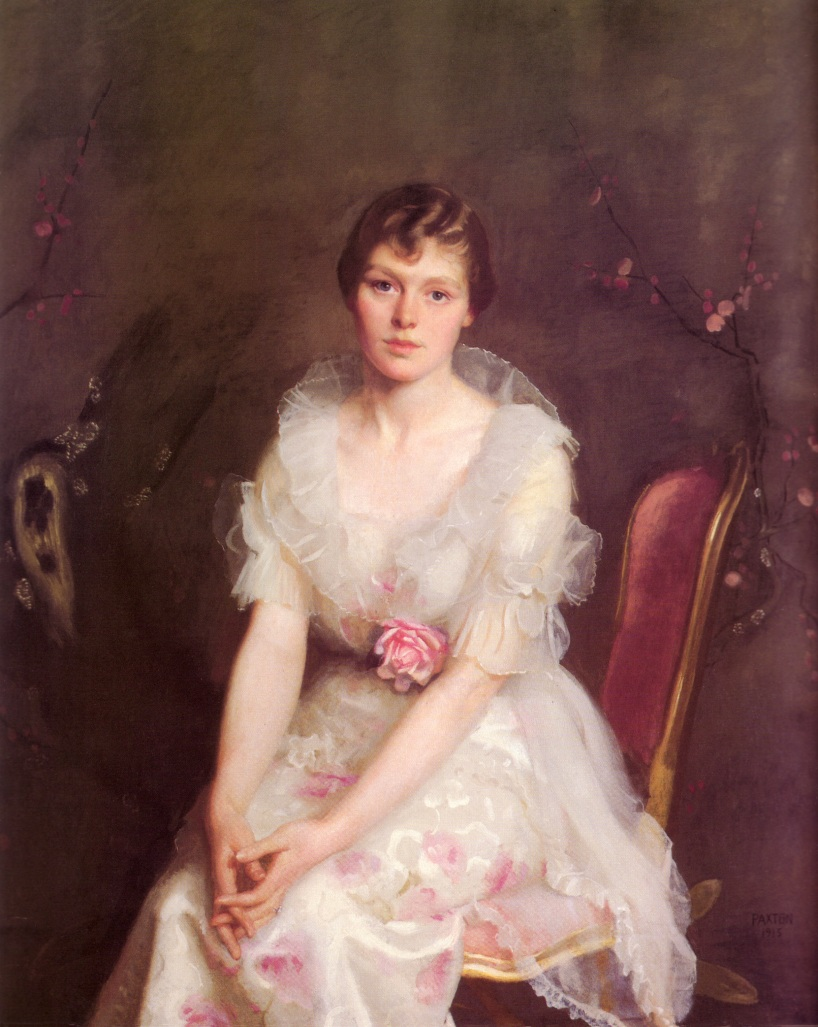
Porträtt av Louise Converse, 1915

William McGregor Paxton, född 22 juni 1869 i Baltimore, Maryland, död 1941, var en amerikansk impressionistisk målare.
Paxton studerade för Jean-Léon Gérôme vid École des Beaux-Arts i Paris. Paxton utförde i huvudsak porträtt av kvinnor. Han utmärkte sig särskilt för sin omsorg i återgivandet av ljusets effekter på hud och tyg.